# موریس لاروی
موریس لاروی (فرانسوی: Maurice Larrouy‎؛ زادهٔ ۳ دسامبر ۱۸۷۲ در تولوز - محل و تاریخ درگذشت نامعلوم) تیرانداز اهل فرانسه است.